# Суук-Чишма
Суу́к-Чишма́ (рос. Суук-Чишма, башк. һыуыҡшишмә) — село у складі Кармаскалинського району Башкортостану, Росія. Входить до складу Підлубовської сільської ради.
Населення — 591 особа (2010; 583 в 2002).
Національний склад:
- чуваші — 92 %